# تانغ وي
تانغ وي (بالصينية: 汤唯) و (بالإنجليزية: Tāng Wéi) وهي ممثلة صينية ولدت في يوم 7 أكتوبر 1979 في مدينة هانغتشو في الصين، مثلت في عدة أفلام منها فلم الرغبة، الحذر.

## روابط خارجية
- تانغ وي على موقع IMDb (الإنجليزية)
- تانغ وي على موقع قاعدة بيانات الأفلام العربية
- تانغ وي على موقع قاعدة بيانات الأفلام العربية
- تانغ وي على موقع ألو سيني (الفرنسية)
- تانغ وي على موقع أول موفي (الإنجليزية)
- تانغ وي على موقع قاعدة بيانات الأفلام السويدية (السويدية)
- تانغ وي على موقع قاعدة بيانات الفيلم (الإنجليزية)
- تانغ وي على موقع كينوبويسك (الروسية)